# Broken Trail
Broken Trail (no Brasil e em Portugal: Rastro Perdido) é uma minissérie de faroeste de 2006, dirigida por Walter Hill e protagonizada por Robert Duvall e Thomas Haden Church. Com roteiro de Alan Geoffrion, que também escreveu o romance, o enredo entrelaça dois eventos, o histórico da compra de cavalos britânicos no Oeste dos Estados Unidos no final do século XIX e mulheres chinesas sendo transportadas da Costa Oeste para o interior para servirem como prostitutas, juntamente com um série de vinhetas ocidentais.
Filmado em Calgary, Alberta, a minissérie estreou no American Movie Classics como seu primeiro filme original. Broken Trail venceu o Emmy de Melhor Minissérie, Melhor Ator em Minissérie ou Filme (Robert Duvall) e Ator Coadjuvante em Minissérie (Thomas Haden Church).

## Sinopse
Em 1898, Print Ritter (Robert Duvall) e seu alienado sobrinho Tom Harte (Thomas Haden Church) se tornam, a contragosto, os guardiões de cinco garotas chinesas que foram violentadas e abandonadas. As tentativas de Ritter e Harte de cuidar das garotas se complicam por causa da responsabilidade de entregar um rebanho de cavalos enquanto evitam que um grupo de rivais seqüestrem as garotas.

## Recepção
A minissérie recebeu críticas geralmente favoráveis dos críticos. Em sua revisão em Discussão DVD, Scott Weinberg chamou o filme de "um pedaço de bom coração e lindo com aparência grandiosa do cinema de estilo ocidental." Weinberg concluiu:

Este é um dos melhores filmes que eu vi muito durante todo o ano. Duvall está claramente tendo um último torneio a cavalo, Walter Hill faz seu melhor trabalho em anos, e Tom Church faz um caso muito forte por seu lugar no gênero. Guy faz um cowboy sério e sólido.
Em sua crítica para o NPR, David Bianculli escreveu que "a série oferece grandes performances e um grosseiro realismo que você quase pode sentir o cheiro do couro".
Em sua crítica no The New York Times, Stanley Alessandra escreveu que o filme "é muito mais na dívida de Lonesome Dove, provavelmente um pouco demais, uma vez que também não pode viver até para a época lendária". Alessandra reconhece, contudo, que o filme "tem um encanto sutil próprio."
No site especializado Rotten Tomatoes, o filme recebeu um índice de 86% de aprovação com base em 2969 opiniões.

## Premiações
Em 2007, na 59ª Edição Anual dos Prémios Emmy do Primetime, a minissérie recebeu 16 indicações, a segunda maior daquele ano para um programa, seguindo Bury My Heart at Wounded Knee.